# Kleine Glattschnecke
Die Kleine Glattschnecke (Cochlicopa lubricella), auch Kleine Achatschnecke genannt, ist eine landlebende Schneckenart aus der Familie der Glattschnecken (Cochlicopidae). Die Berechtigung des Taxons wird von manchen Autoren bestritten.

## Merkmale
Das zylindrisch eiförmige Gehäuse misst 4,0 bis 5,7 mm (4,5 bis 6,8 mm) in der Höhe und 1,8 bis 2,3 mm (2,l bis 2,5 mm) in der Breite. Es weist 5½ schwach gewölbte Umgänge auf, die von einer flachen Naht voneinander abgesetzt sind. Der Apex ist vergleichsweise stumpf. Die Schale ist hell hornfarben und durchscheinend. Die Oberfläche ist matt glänzend. Die Mündung ist länglich-eiförmig bis birnenförmig und oben zugespitzt. Sie ist bis 2 mm hoch und besitzt innen eine deutliche helle Lippe, die durch die Schale an die Außenseite oft leicht gelblich oder rötlich durchscheint, die Außenlippe ist nur gering verdickt. 
Der Weichkörper ist hellgrau und schwach pigmentiert. Gelegentlich kommen auch dunklere Tiere vor, oder die Gehäuse können auch albinoid sein. Im männlichen Teil des Geschlechtsapparates zweigt der Samenleiter (Vas deferens) früh vom Eisamenleiter (Spermovidukt) ab. Der Samenleiter ist wenig gewunden und geht in den langen Epiphallus über. Dieser ist deutlich länger als der Penis. Am Übergang Penis/Epiphallus setzt der Retraktormuskel und ein langer, dünner, am Ende schlank-keulenförmig verdickert Appendix an. Der freie Eileiter ist kürzer als die lange Vagina. Die Spermathek ist kurz, die Blase relativ klein. In der oberen Hälfte setzt ein sehr kurzes Divertikulum an.

### Ähnliche Arten
Das Gehäuse von Cochicopa lubricella ist im Durchschnitt kleiner, schlanker und mehr zylindrisch geformt als das Gehäuse von Cochlicopa lubrica. Die Umgänge sind weniger stark gewölbt. Die Oberfläche ist oft dunkler, matter und weniger glänzend. Allerdings ist es in Einzelfällen schwierig die beiden Arten anhand der Gehäuse zu unterscheiden. Nur an wenigen Standorten wurden bisher beide Arten zusammen nachgewiesen; ansonsten schließen sich die Verbreitungsgebiete aus, da C. lubrica feuchtere Standorte bevorzugt. Die Gehäuse von Cochlicopa nitens sind wiederum deutlich größer als C. lubrica und können daher mit C. lubricella kaum verwechselt werden. 

## Geographische Verbreitung, Lebensraum und Lebensweise
Die Kleine Glattschnecke ist generell selten und bisher nur von wenigen Standorten in Südschweden, Dänemark (Seeland), Deutschland, Schweiz, Österreich, Tschechien, Slowakei, Polen, Ungarn, Bulgarien und Albanien nachgewiesen. Im Osten reicht das Verbreitungsgebiet bis nach Westasien. Wade et al. (2006) vermelden die Art auch von den Azoren. In der Schweiz steigt sie bis auf 2800 m an, in Bulgarien ist sie in 1800 m Höhe nachgewiesen worden. 
Die Art lebt bevorzugt in mäßig feuchten Wiesen, Geröllhalden, auf exponierten Felsen und Kalkmagerrasen auf kalkigem Untergrund.

## Systematik und Taxonomie
Das Taxon wurde 1838 von Carlo Porro als Bulimus lubricus var. lubricella aufgestellt. Schon früher wurde die Berechtigung des Taxons immer wieder in Zweifel gezogen, und C. lubricella als eine ökologische Variante von C. lubrica gewertet. Bereits Hamilton Ernest Quick stellte fest, dass beide Formen gelegentlich zusammen vorkommen und klar unterscheidbar sind. Er hielt es für unwahrscheinlich, dass die kleinere C. lubricella lediglich eine Anpassungsform von C. lubrica an trockenere Standorte ist. 
Armbruster & Schlegel (1994) und Armbruster (1995) fassen das Taxon als bona species auf. Dies konnte in den molekulargenetischen Studien von Armbruster & Bernhard (2000) nicht voll bestätigt werden. Hier stellte sich das Taxon als paraphyletisch bzw. polyphyletisch heraus (als C. lubricella type 1 und type 2 bezeichnet). Der Typ 1 gruppierte sich mit C. lubrica und bildete das Schwestertaxon von C. nitens. C. lubricella type 2 war dagegen das Schwestertaxon eines Taxon bestehend aus C. lubrica/C. lubricella type 2 und C. nitens. Dies würde bedeuten, dass der C. lubricella-Gehäusetyp zweimal unabhängig entstanden ist. Hier sind weitere Ergebnisse abzuwarten.
Achatina minima Siemaschko, 1847 ist nach Quick ein Synonym von C. lubricella.

## Gefährdung
Die Art gilt in Bayern als gefährdet. Auf der Roten Liste gefährdeter Tiere Deutschlands ist C. lubricella eine Art der Vorwarnstufe.

## Belege

### Online
- AnimalBase - Cochlicopa lubricella